# Marcin Sianko
Marcin Sianko (ur. 21 kwietnia 1975 w Białymstoku) – polski aktor teatralny, telewizyjny i filmowy.

## Życiorys
W 1999 roku ukończył studia na PWST w Krakowie.
W tym samym roku po raz pierwszy wystąpił w spektaklu Teatru Telewizji Monolog o śmierci w reżyserii Jakuba Skocznia.
Grał w krakowskich teatrach, m.in. w Starym Teatrze im. Heleny Modrzejewskiej. W latach 2007–2009 występował w Teatrze Bagatela. Od 2009 wchodzi w skład zespołu artystycznego Teatru im. Juliusza Słowackiego.
Karierę na małym ekranie rozpoczynał od epizodów w serialach Pensjonat pod Różą, Oficer, Oficerowie. Pierwszą większą rolą była rola niepełnosprawnego ratownika w serialu Przystań. Popularność przyniosły mu role w serialach Na dobre i na złe, Rezydencja i Julia.

## Życie prywatne
Jest byłym mężem reżyserki Agaty Dudy-Gracz, z którą ma syna Stanisława (ur. 2005).

## Filmografia
- 1996: Blaszany bębenek (etiuda szkolna) – obsada aktorska
- 1999: Monolog o śmierci (spektakl telewizyjny) – Lolek
- 1999: Miarka za miarkę (spektakl telewizyjny) – Claudio
- 2000: Świat według Kiepskich – prowadzący (odc. 73)
- 2004: Pensjonat pod Różą – Jerzy Kożuchowski (odc. 21)
- 2004: A ty? (etiuda szkolna) – chłopak
- 2005: Oficer – agent (odc. 13)
- 2006: Oficerowie – agent (odc. 4–5, 12–13)
- 2009: Przystań – Mariusz, dyspozytor bazy (odc. 9)
- od 2010: Na dobre i na złe – radiolog Paweł Gracz
- 2011: Rezydencja – Krzysztof Wróbel
- 2011: Barwy szczęścia – Sobisiak, ojciec Jacka (odc. 578, 592–593, 595)
- 2012: Julia – Igor Nowaczyński
- 2012: Sanctuary – właściciel pianina
- 2012: Nad życie – obsada aktorska
- 2013: Galeria – Borys (odc. 172–173)
- 2013: Komisarz Alex – „Pikasso”, pacjent szpitala psychiatrycznego (odc. 35)
- 2013: Julia 2 – Igor Nowaczyński
- 2014: Rewizor (spektakl telewizyjny) – kelner
- 2014: O mnie się nie martw – podrywacz (odc. 7)
- 2016: Narodziny Fryderyka Demuth (spektakl telewizyjny) – Karol Marks
- 2017: Ojciec Mateusz – Paweł Kacperek (odc. 234)
- 2017: Niania w wielkim mieście – Robert Baranowski (odc. 2)
- 2017: Kochanka szamoty – Józef Szamota
- od 2018: Pierwsza miłość – Andrzej, wspólnik Michała Domańskiego
- 2019: Zakochani po uszy – Wiktor (odc. 6, 32–33, 42)
- od 2021: Lab – komisarz Jakub Rawicz